# Billy Singh
William Singh, detto Billy (fl. XX-XXI secolo), è stato un allenatore di calcio figiano.

## Biografia
Suo padre, Sashi Mahendra Singh, è stato a sua volta allenatore della Nazionale figiana, nonché pioniere del calcio sulle Isole Figi e fondatore del campionato figiano.

## Carriera
Ha allenato la Nazionale di calcio delle Figi tra il 1998 ed il 2002, partecipando alle qualificazioni al campionato mondiale di calcio 2002 e a 2 edizioni della Coppa delle nazioni oceaniane, raggiungendo il terzo posto nel 1998. Grazie a questo risultato stato premiato allenatore figiano dell'anno nel 1998. Curioso fu il caso dell'edizione del 2000 nella quale inizialmente la sua squadra si apprestò a partecipare alla manifestazione, però, a causa delle continue rivolte civili in corso in quel momento, venne poi sostituita dalla terza classificata, Vanuatu. Nel 2002, dopo l'eliminazione al primo turno della Coppa d'Oceania, Singh si dimise e non svolse più il ruolo di allenatore.

## Palmarès

### Allenatore

#### Individuale
- Allenatore figiano dell'anno: 1

1998